# Lilla Skuggan

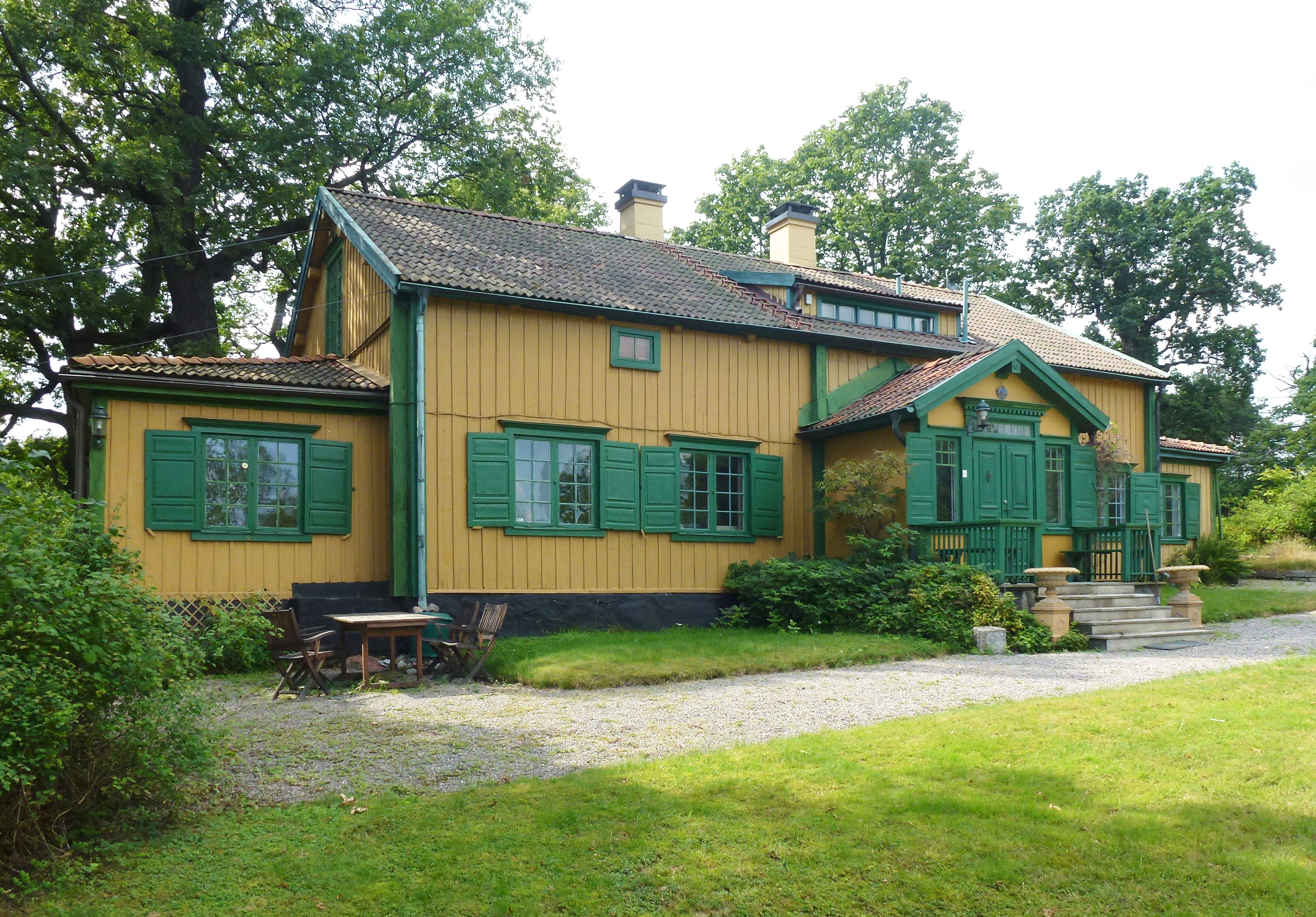
Huvudbyggnaden på Lilla Skuggan, augusti 2014.

Lilla Skuggan är ett område och en grupp historiska byggnader på Norra Djurgården i Stockholm. Lilla Skuggans udde kallades tidigare Roslagsudden med Roslagsporten och Lilla Skuggan är identiskt med Helena Quidings sommarnöje Heleneberg som ofta besöktes av Carl Michael Bellman.
På Heleneberg och Lilla Skuggan bodde bland andra arkitekterna Axel Nyström och Fredrik Wilhelm Scholander, konstnären Julius Kronberg samt finansmannen Ivar Kreuger som samtidigt ägde Villa Ugglebo på samma udde. Heleneberg består idag av tre k-märkta byggnader och en sjöbod. Området ingår i Nationalstadsparken.

## Historik

### Johan Platins sommarnöje
Här fanns en ”port” (Roslagsporten) i stängslet som inhägnade Kungliga Djurgården och här började en vinterväg över Lilla Värtans is mot Roslagen och Bogesundslandet. Platsen övervakades av en hovjägare med hovjägarboställe. År 1788 lät hovsekreteraren Johan Platin avstycka den lilla udden närmast stranden och han fick då nyttjanderätten till en ”just fullbordad byggning jämte tillhörande tomt”. Platsen och byggnaden skulle bli hans sommarnöje och hovjägaren Olof Bures på Roslagsporten fick i gengäld nyttja några rum under vinterhalvåret. Efter 25 år skulle hela anläggningen utan ersättning tillfalla Kungliga Djurgården och jägarbostället.

### Helena Quidings tid

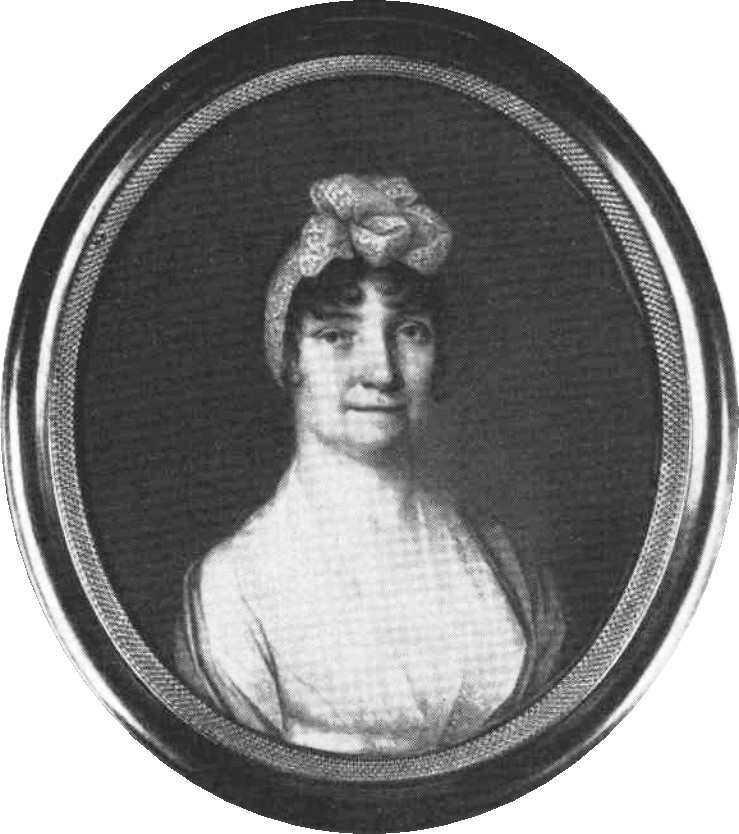
Helena Quiding, 1800.

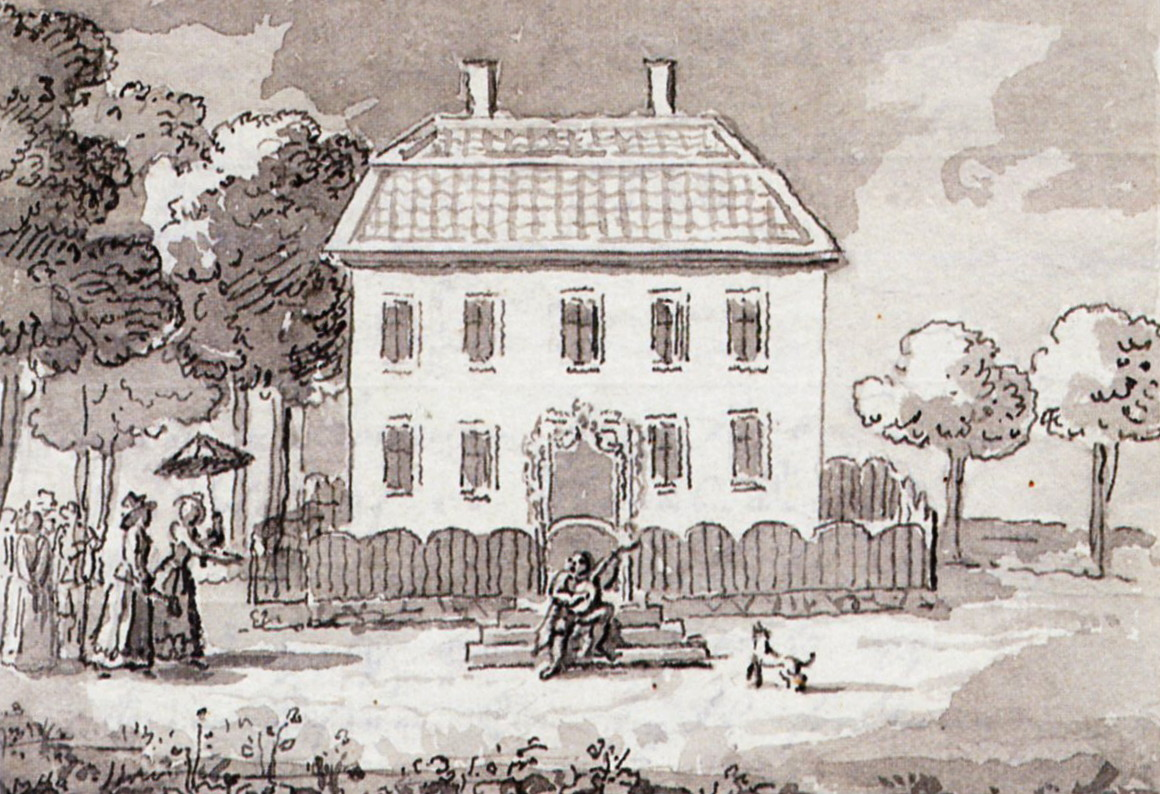
Heleneberg den 31 juli 1792.
Lavering av Pehr Hilleström, som aldrig sett byggnaden.

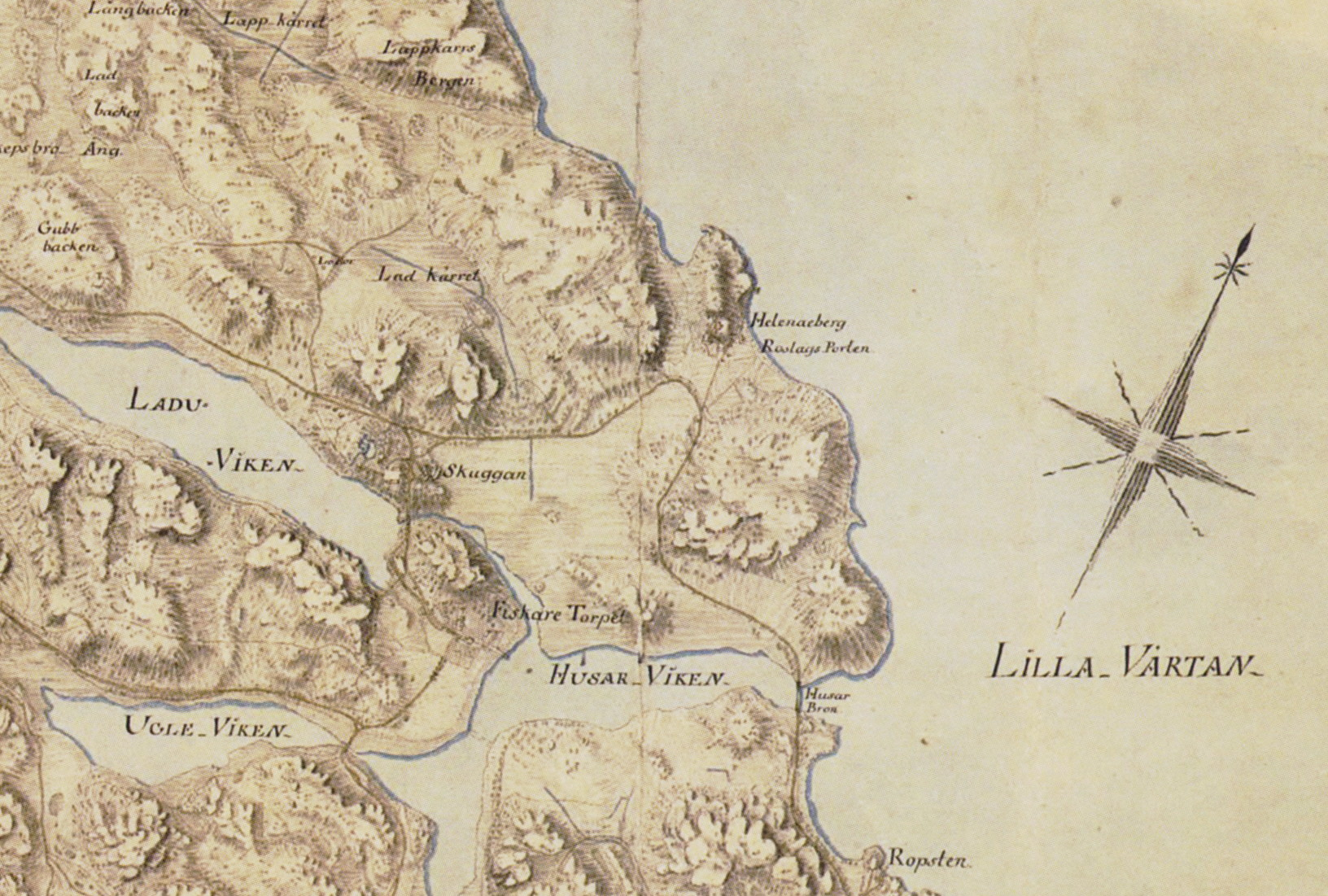
Området kring Heleneberg, 1794.

Redan 1790 övertogs stället av Helena Quiding som hon kallade ”Heleneberg”, efter sin mors flicknamn Helena Berg. Helena Quiding kom från ett förmöget föräldrahem och flera arv hade gjort henne till en välbärgad kvinna. Äktenskapet med kryddkramhandlaren Bengt Christopher Quiding (1746-1797) upplöstes redan efter fem år.
Hon lät för en kostnad av 1 300 riksdaler omskapa Bures och Platins byggnad, som enigt Helena Quiding var ”så eländig, skogslupen och stenbunden, att den icke till något gagnas kunde”.
Området gjordes genom stensprängning och uppröjning ”både nyttig och prydlig” som ett intyg av riksmarskalken Johan Gabriel Oxenstierna talade om. Heleneberg byggdes under årens lopp om och till flera gångar och sannolikt finns Platins och Bures ursprungliga hus kvar som ”kärna” i nuvarande huvudbyggnad.
Till Helena Quidings vänkrets hörde bland andra Carl Michael Bellman som skrev visor om sitt umgänge med Helena Quiding och sina talrika besök på Heleneberg. Bland annat skildrade Bellman Helenas namnsdagsfest den 31 juli 1790. I dikten beskriver han ”landets ljuva små besvär”. Under senare delen av sitt liv använde Bellman ”Movitz” som sitt alter ego i privata brev till bland annat Helena Quiding. Hon och Heleneberg lär ha inspirerat Bellman till flera av de så kallade Djurgårdspastoralerna.
I en dedikationsdikt till Quiding skaldade han:
Vi våra glas ifylla nu,

Att på Heleneberg,

Låfsiunga lundens fru:

Må hon i hälsans liufa famn,

Framstråla se sitt namn.
På Heleneberg bodde Helena Quiding om somrarna, på vintern hade hon sin bostad i föräldrahemmet, ett stort hus på Drottninggatan som hon ägde sedan 1790. Men redan efter tio år överlät hon Heleneberg till sidenfabrikörsänkan Lovisa C. Schönherr.  Anledning var en tvist med grannen på Stora Skuggan, Abraham Niclas Edelcrantz, som hävdade 100 års rätt till arrende för Lilla Skuggan. De kunde inte komma överens och till slut tröttnade Quiding.

### Lilla Skuggan

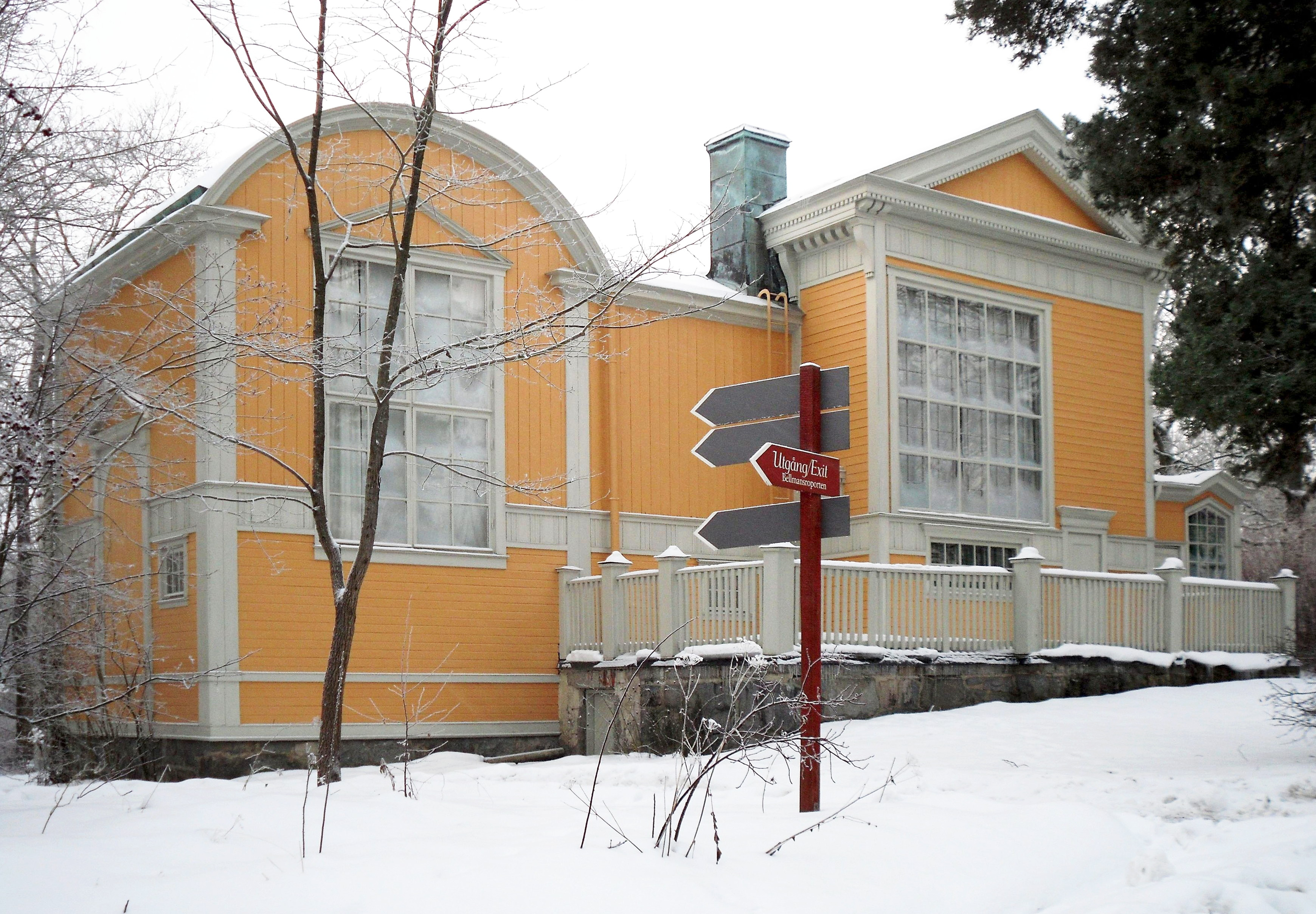
Kronbergs ateljé ursprungligen på Lilla Skuggan (sedan 1922 på Skansen).

Under 1800-talets senare hälft hette stället ”Lilla Skuggan” och var sommarbostad åt arkitekten Axel Nyström. Efter honom ägdes Lilla Skuggan av arkitektkollegen Fredrik Wilhelm Scholander. En av hans döttrar, Ellen, gifte sig med konstnären Julius Kronberg som blev Scholanders svärson. Kronberg bosatte sig permanent på Lilla Skuggan och lät 1889 uppföra sin ateljé efter egna ritningar. Ateljén byggdes till 1912, för det anlitades arkitekt Jacob J:son Gate. Från Kronbergs tid på Lilla Skuggan existerar fortfarande en takmålning i huvudbyggnaden. Kronberg blev känd för sina monumentalmålningar på bland annat Stockholms slott och i Hallwylska palatset och när han avled 1921 köptes ateljén med hela sin utrustning av grevinnan Wilhelmina von Hallwyl som skänkte den till Skansen. Ett fotografi av ateljéns interiör pryder omslaget av Abbas sista album The Visitors.

### Boberg och Kreuger
En annan av Scholanders döttrar, Anna, gifte sig med arkitekten Ferdinand Boberg. Anna Boberg var en framgångsrik konstnär och paret Boberg blev på 1890-talet grannar till Ellen och Julius Kronberg. De lät bygga sin sommarvilla längst ut på norra delen av Lilla Skuggan intill Lilla Värtans strand och kallade huset ”Ugglebo”. I samband med att Anna och Ferdinand Boberg förvärvade Vintra på Södra Djurgården såldes Ugglebo till dåvarande kronprinsen Gustaf (VI) Adolf, som nyttjade det som sommarnöje fram till 1919. Samma år förvärvade finansmannen Ivar Kreuger såväl Ugglebo som hela Lilla Skuggan. Under Kreugers tid fick Lilla Skuggans byggnader i stort sett dagens utseende.

### Tiden efter Kreuger
År 1940 blev greven  Fabian Wrede och hans hustru Elsa (född von Dardel) nya ägare till Lilla Skuggan.  Senare överlät de besittningsrätten till sin dotter Agneta som var gift med Lars Evers. Vid hennes död 1984 övertogs Lilla Skuggan av sonen Henrik Evers och dottern Christina Rangö. I augusti 2012 var Lilla Skuggan utbjuden till försäljning. Säljarens ambition var att egendomen skulle hållas ihop och de tre husen inte säljs var för sig.

## Byggnader
På egendomen finns tre träbyggnader med panelade fasader och enhetlig färgsättning:  gulmålad panel och grönmålade detaljer. Till egendomen hör även ett litet  lusthus och en sjöstuga. Huvudbyggnaden (Lilla Skuggans väg 73) står högst upp på den ekbevuxna kullen.  Huvudbyggnaden är störst och har en bostadsyta på 276 m², söder därom står hus nummer två (Lilla Skuggans väg 71) med en bostadsyta på 133 m² och nedanför mot öst finns hus nummer tre (Lilla Skuggans väg 75) med 77 m² bostadsyta. Husen är k-märkta.

### Bilder, byggnader

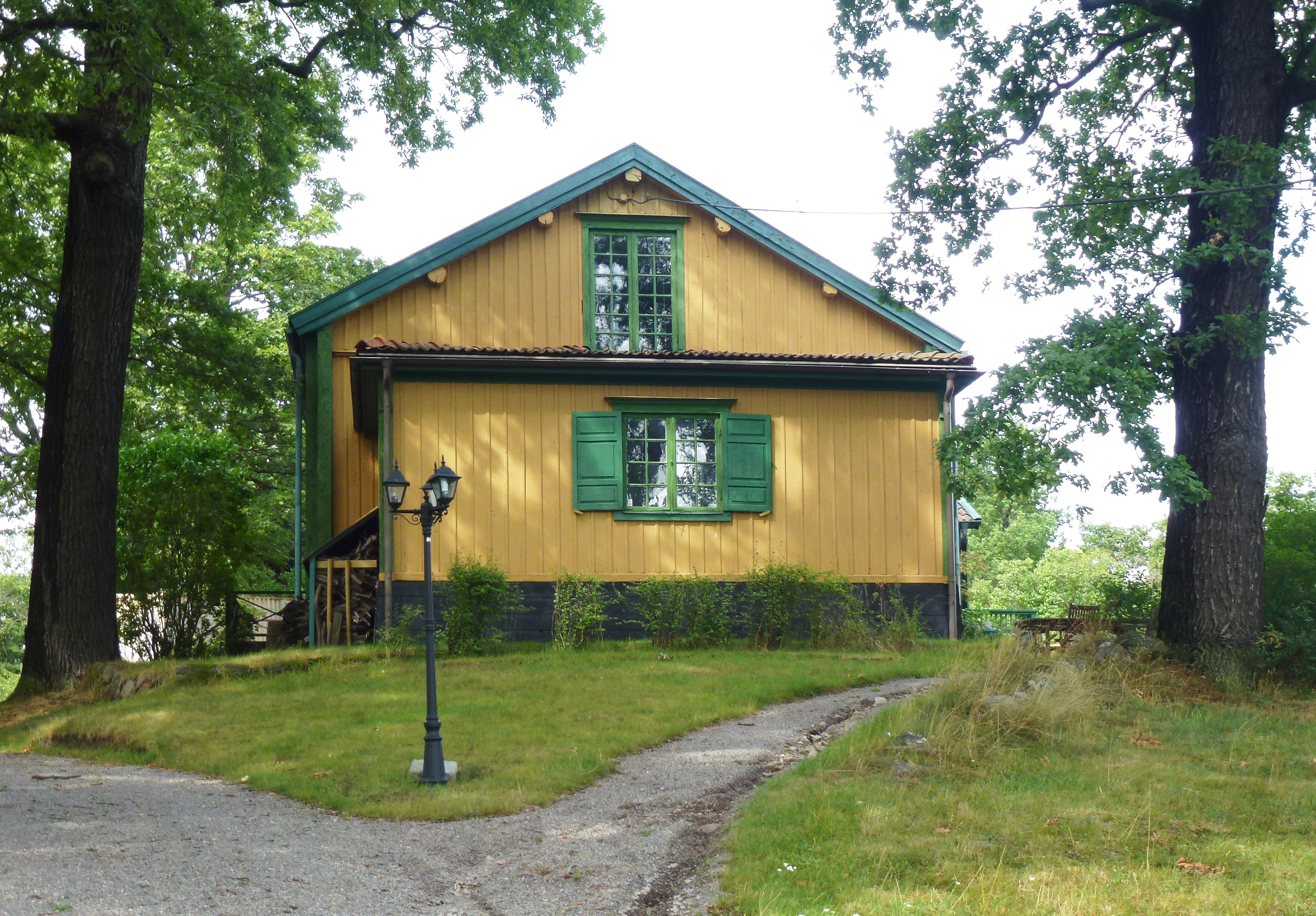
Huvudbyggnad, gavel
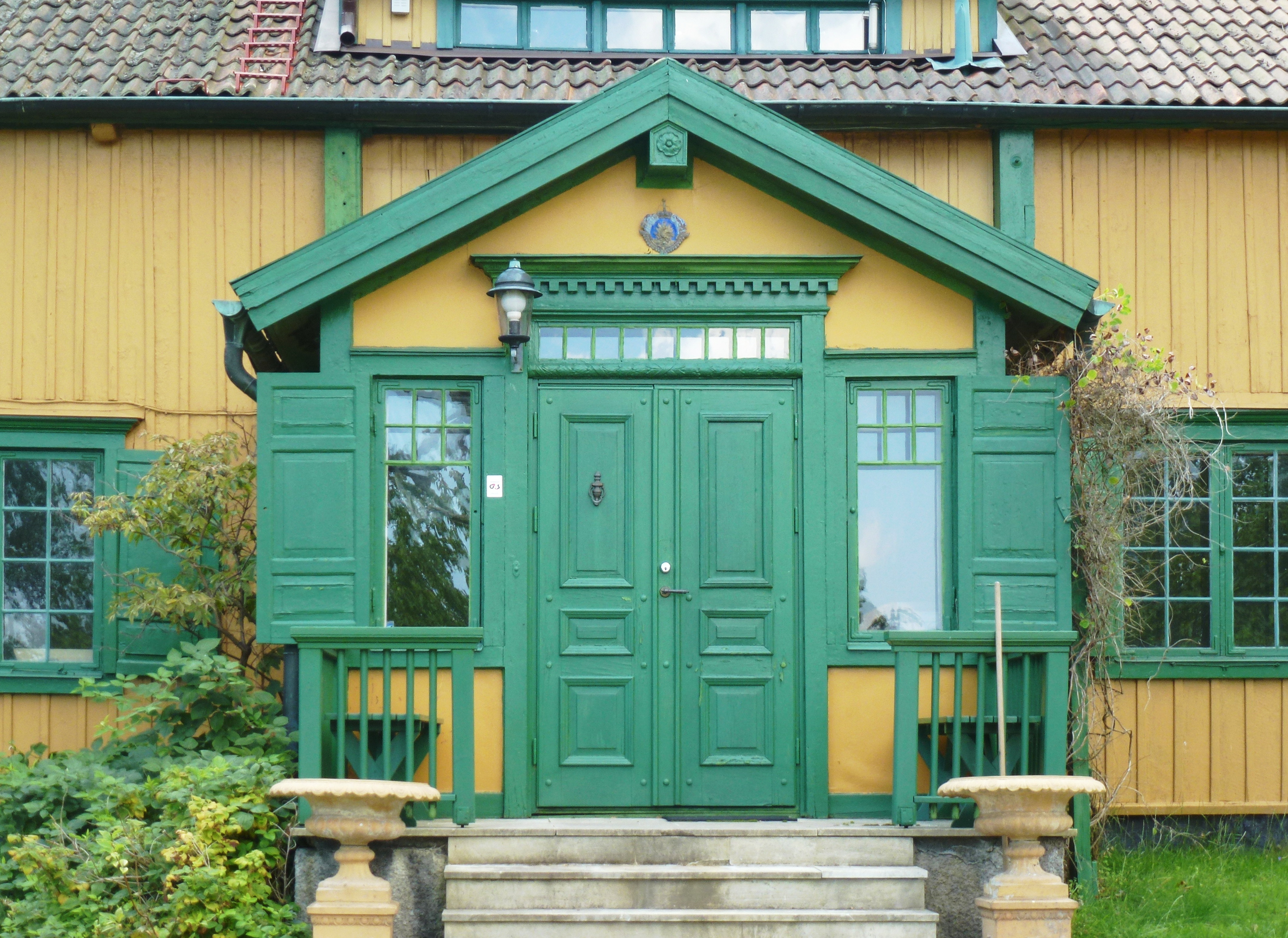
Huvudbyggnad, entré
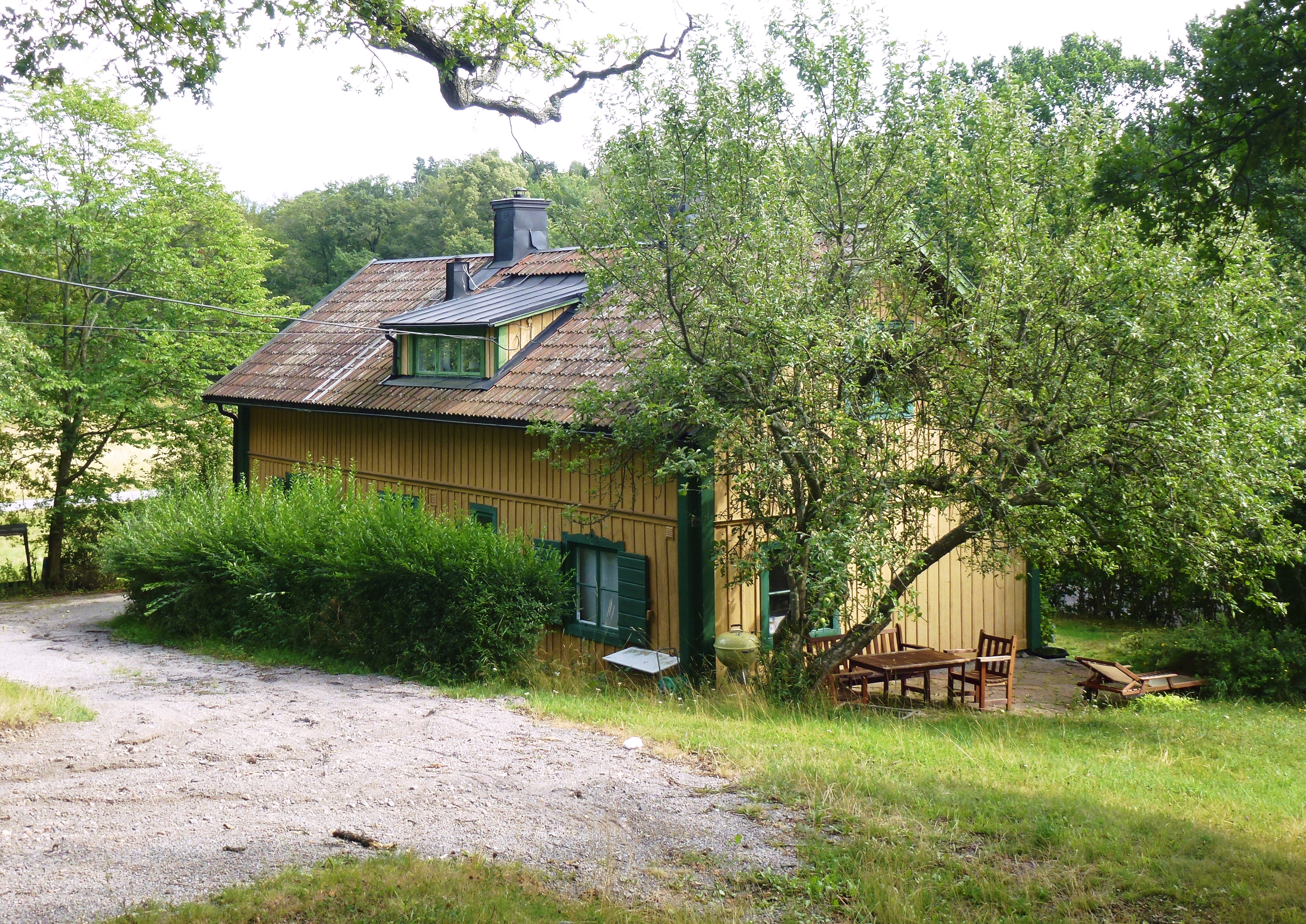
Lilla Skuggans väg 71
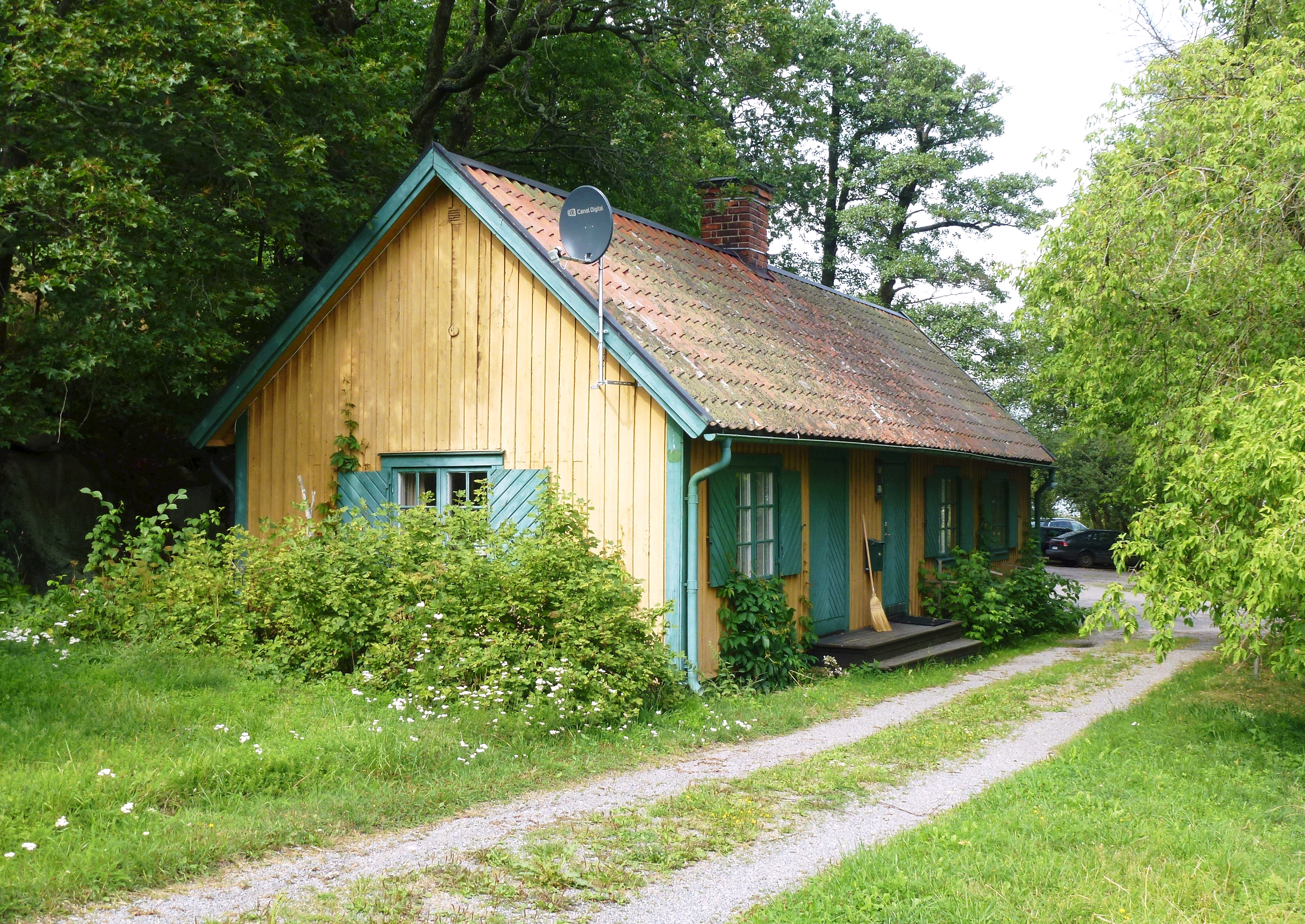
Lilla Skuggans väg 75

## Området och namnet
Lilla Skuggans väg leder till området, förbi den torrlagda Lillsjön och vidsträckta hästhagar. Inte långt härifrån, vid Fiskartorpet, finns även Nationalstadsparkens äldsta byggnad, Karl XI:s fiskarstuga från 1680-talet. En stor ek växer nästan in i stugans vägg. Nere vid Lilla Värtans strand finns Lilla Skuggans sjöstuga och Tranholmens Båtsällskap. I söder ansluter området Fisksjöäng, i norr Lappkärrsberget och i väst Stora Skuggan.
Namnet "Skuggan" gavs av Abraham Niclas Edelcrantz, som också var Gustav III:s handsekreterare och skötte handkassan. Beträffande de kungliga räkningar, som inte bedömdes vara någon brådska med att betala lär Edelcrantz ha sagd till sina medarbetare, att dessa "lägger vi i skuggan".

### Bilder, området

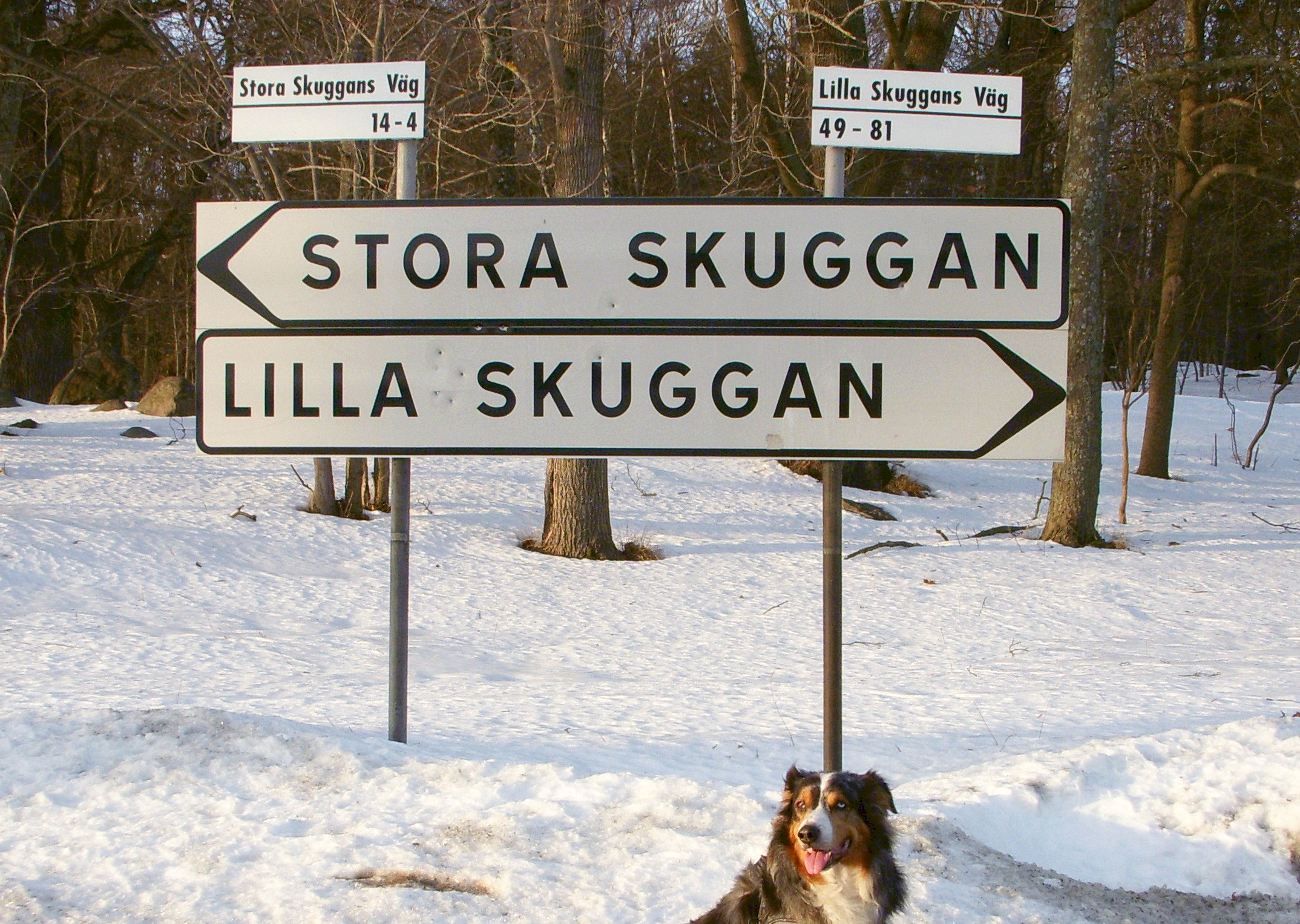
Vägskyltar "Stora Skuggan" - "Lilla Skuggan", januari 2011
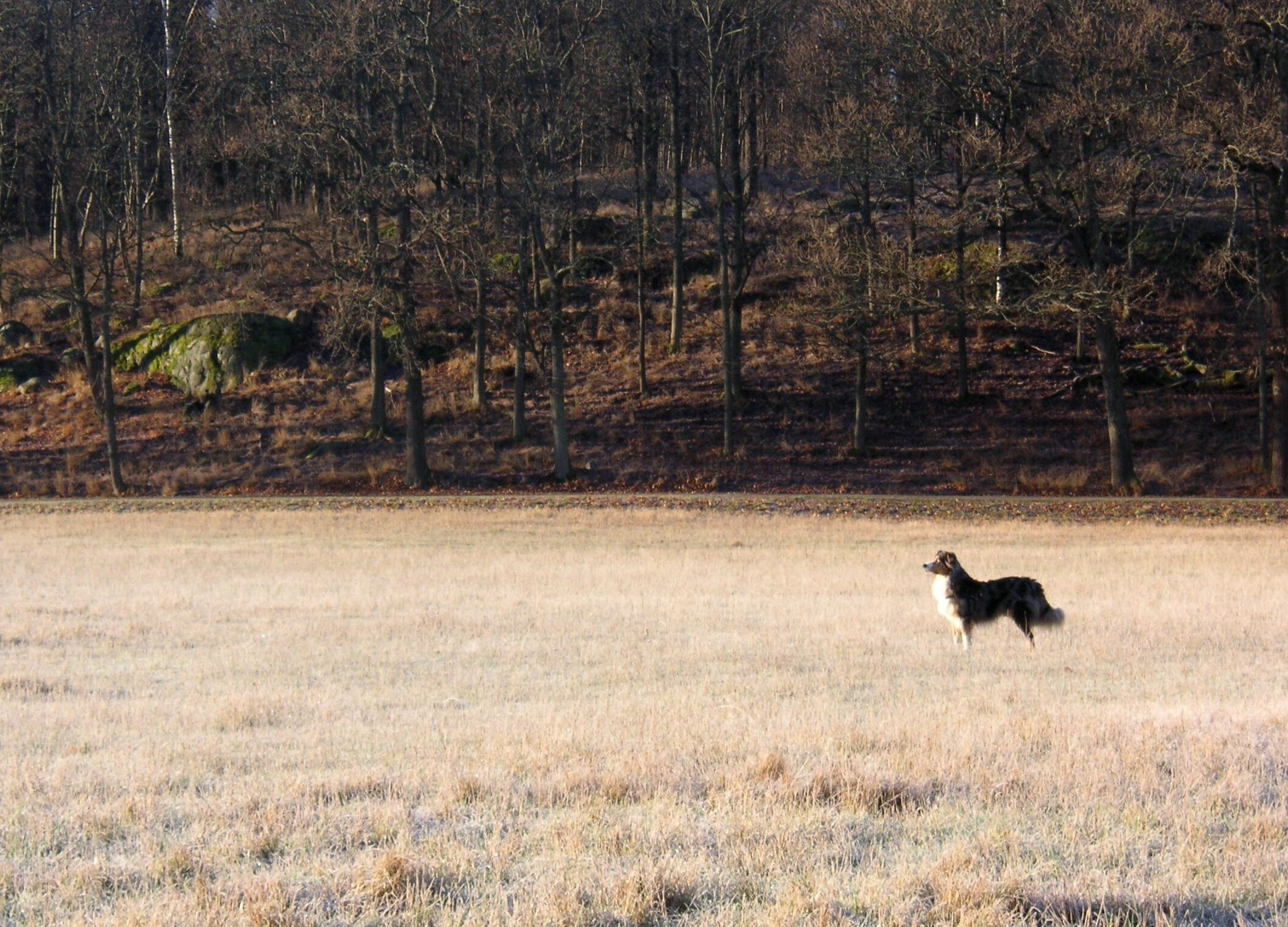
Hagen sydväst om Lilla Skuggan i november 2007
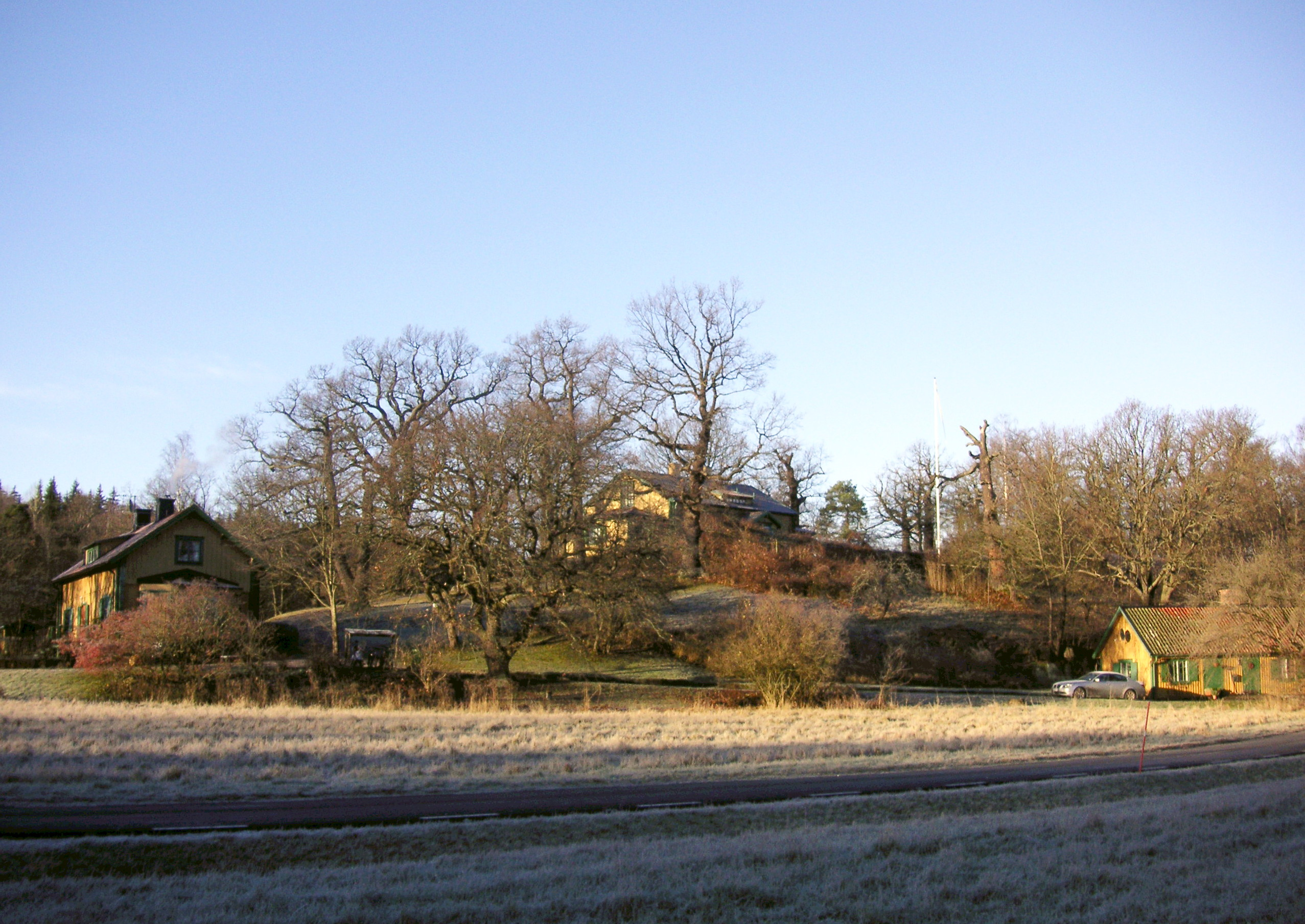
Ekkullen med Lilla Skuggan i november 2007
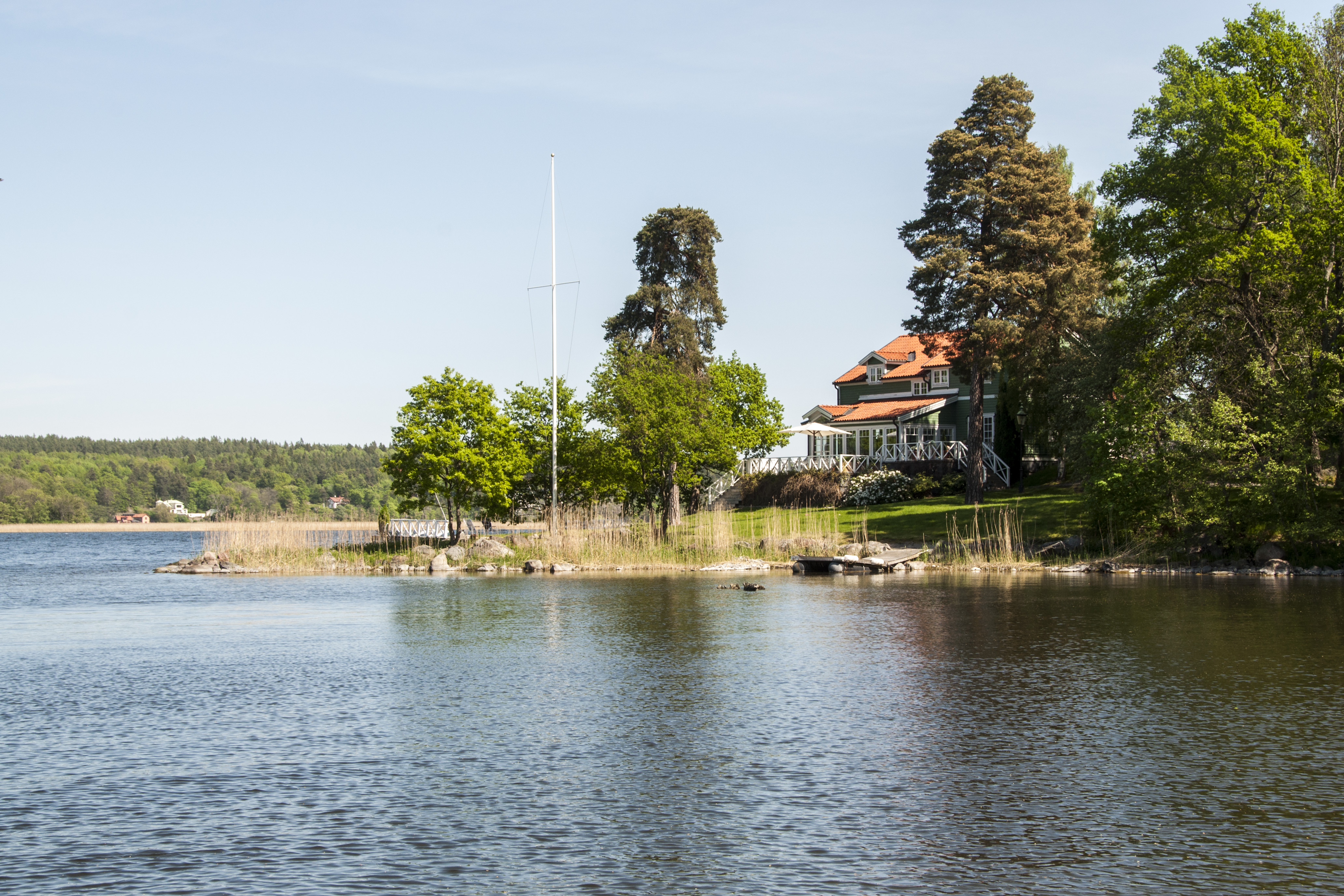
Lilla Skuggan med Lilla Värtan och Villa Ugglebo, maj 2014